# Dlouhy Fahrzeugbau
Dlouhy Fahrzeugbau ist ein in Wien und Tulln ansässiges österreichisches Unternehmen, das Spezialfahrzeuge, vor allem für das Rettungswesen und andere Blaulichtorganisationen, durch Fahrzeugumbauten herstellt.
Die Firma wurde 1869 als Wagnerei im 16. Wiener Gemeindebezirk gegründet und befindet sich seit damals im Familienbesitz. Mit ungefähr 110 Mitarbeitern wird ein Umsatz von ca. 30 Mio. Euro pro Jahr erwirtschaftet und rund 800 Fahrzeuge pro Jahr umgebaut. Die Fahrzeuge werden in viele Länder exportiert.

## Geschichte
Die Firma wurde 1869 als Wagnerei in Wien 16 gegründet und noch vor dem Jahr 1900 vom Urgroßvater des heutigen Firmenchefs, Anton Dlouhy, übernommen. Seitdem befindet sich das Unternehmen zu 100 % in Familienbesitz.
In den 1920er Jahren wurden die ersten Kfz-Holzaufbauten, später dann Metall-Ausführungen hergestellt.
1964 übernahm der nunmehrige Seniorchef, Karl Dlouhy, die Führung des Unternehmens. Nach der Errichtung einer neuen Betriebsstätte in der Kuffnergasse/Eisnergasse in Wien 16 – der heutige Standort in Wien – hat sich die Firma schon seit 1970 im Rettungsfahrzeugbau einen Namen gemacht.
1983 erhielt das Unternehmen eine staatliche Anerkennung für gute Form für den Puch G - Krankentransport-Aufbau, 1989 folgte dann die staatliche Auszeichnung mit der Erlaubnis zur Führung des Staatswappens.
1990 wurde in Zusammenarbeit mit den Kunden der erste Carbon-Tragsessel entwickelt, der – nach und nach weiterentwickelt und adaptiert – bis heute seine erfolgreiche Position am Markt halten kann.
1992 stieg dann der jetzige Geschäftsführer Martin Dlouhy in die Geschäftsleitung ein und übernahm in einem kontinuierlichen Prozess die Führung von seinem Vater. Ein Jahr später wurde das Grundstück in Tulln erworben und mit der Produktion begonnen. Seit 1994 gibt es im Unternehmen auch eine eigene Kunststoffabteilung, wo v. a. die Innenverkleidungen der Rettungsdienstfahrzeuge mit Hilfe eigener Anlagen hergestellt werden können.
In einer ersten Ausbauphase 1995 wurde in Tulln der Grundstein für die heutigen Fertigungsmöglichkeiten in der Zentrale geschaffen. Die Erweiterung wurde 1999/2000 mit der Errichtung eines Lager- und Bürokomplexes sowie 2004/2005 mit der Herstellung einer neuen Produktionshalle fortgeführt.
2006 wurden die beiden Standorte Wien und Tulln in eine Firma zusammengeführt und treten nunmehr als Dlouhy GmbH mit zwei Betriebsstätten auf. 2009/2010 wurde der Standort Tulln um den Zubau einer neuen Produktions- und Lagerhalle erweitert. Auch 2017 und 2021 wurden neue Hallen und ein Lagerplatz in Betrieb genommen.

## Entwicklung / Konstruktion
In der firmeneigenen Konstruktionsabteilung werden neue Produkte entwickelt sowie die Einrichtung der unterschiedlichsten Fahrzeuge vorausgeplant. Durch den eigenen Formen- und Prototypenbau gelingt es, sowohl neue Serienprodukte zu entwickeln als auch diese immer wieder zu optimieren und neuen Anforderungen anzupassen. Ein großes Netzwerk an Partnern und Lieferanten garantiert, dass beständig an der Umsetzung neuer Ideen gearbeitet wird.

## Sicherheit
Mit eigenen Anlagen für statische und dynamische Tests werden in enger Zusammenarbeit mit TÜV und Magna International zahlreiche Prüfverfahren durchgeführt. Die Erfahrungen und Ergebnisse aus diesen Tests werden bei den Ein- und Umbauten zur Optimierung der Sicherheit eingebracht.

## Fertigung
Als Fahrzeugbauer ist das Unternehmen auf außergewöhnliche Karosseriearbeiten und komplexe Innenraumgestaltungen spezialisiert. Deshalb ist es möglich, sämtliche Fahrzeuge nach den individuellen Kundenanforderungen zu bauen, um eine optimale Nutzung im späteren Einsatz zu gewährleisten. Teile des Innenausbaus – v. a. bei den Rettungsdienstfahrzeugen – werden aber mit Hilfe modernster Technologien in Modular Bauweise in Serie gefertigt, um ein optimales Preis-Leistungs-Verhältnis anbieten zu können.

## Produkte

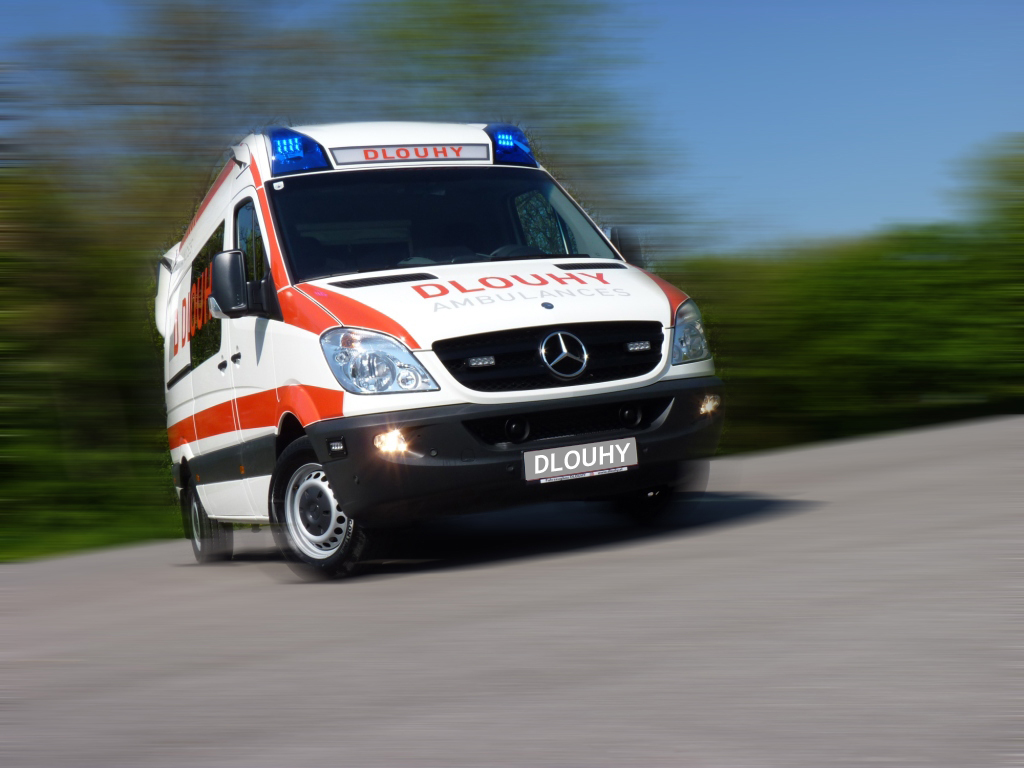
Mercedes-Benz Sprinter Ambulance
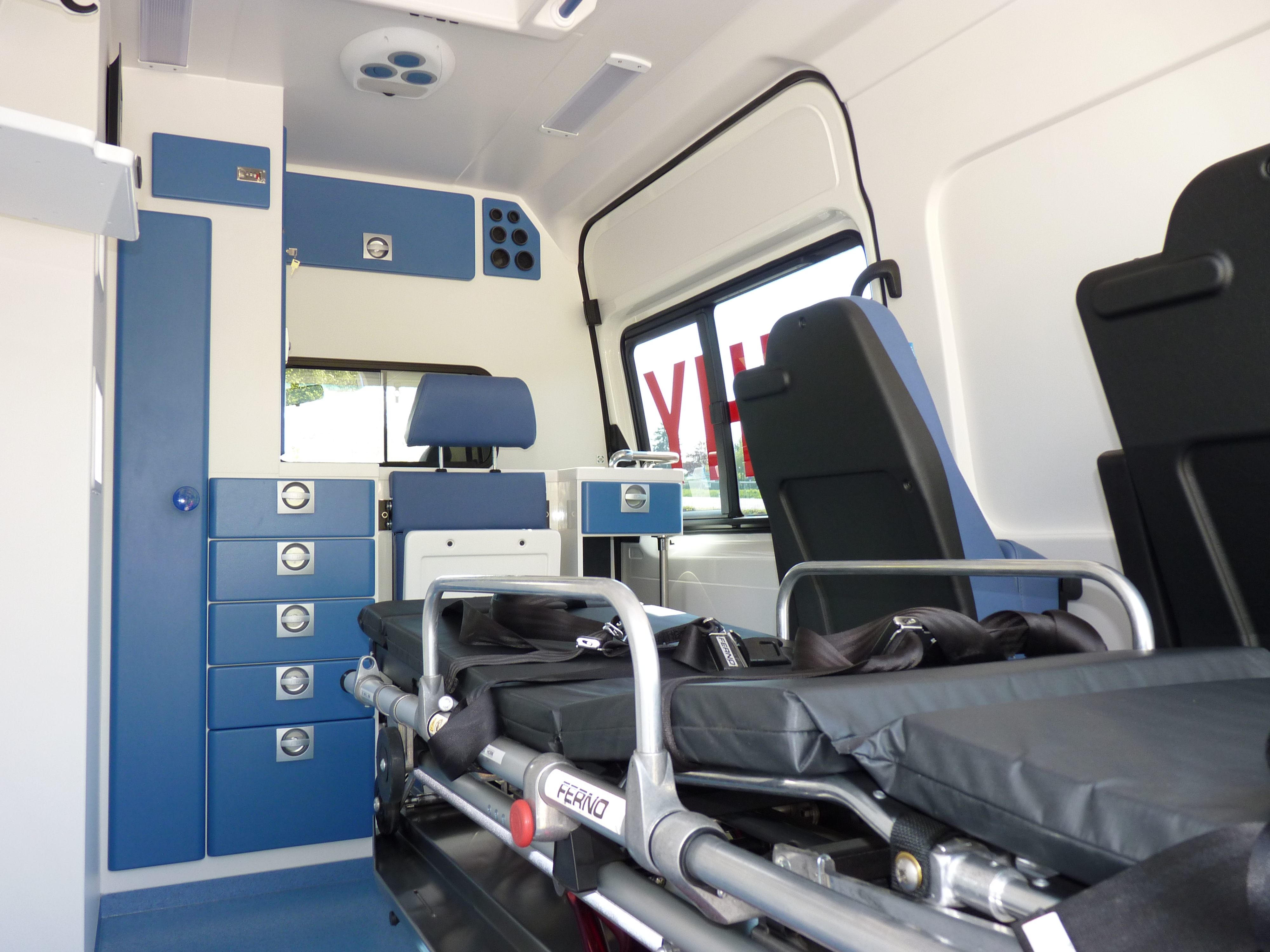
Mercedes-Benz Sprinter - Patientenraum eines RTWs
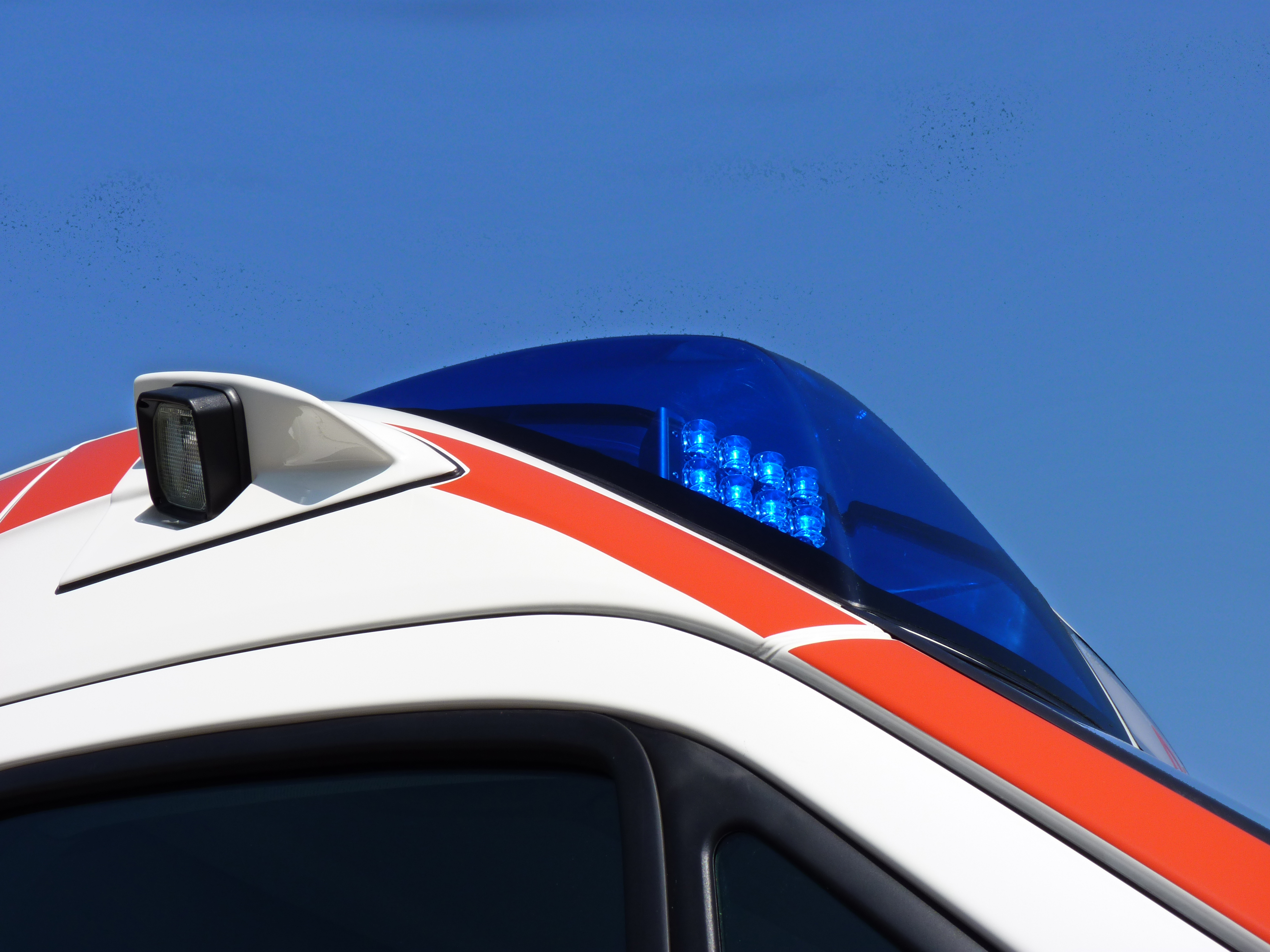
Integrierte Blaulichthaube
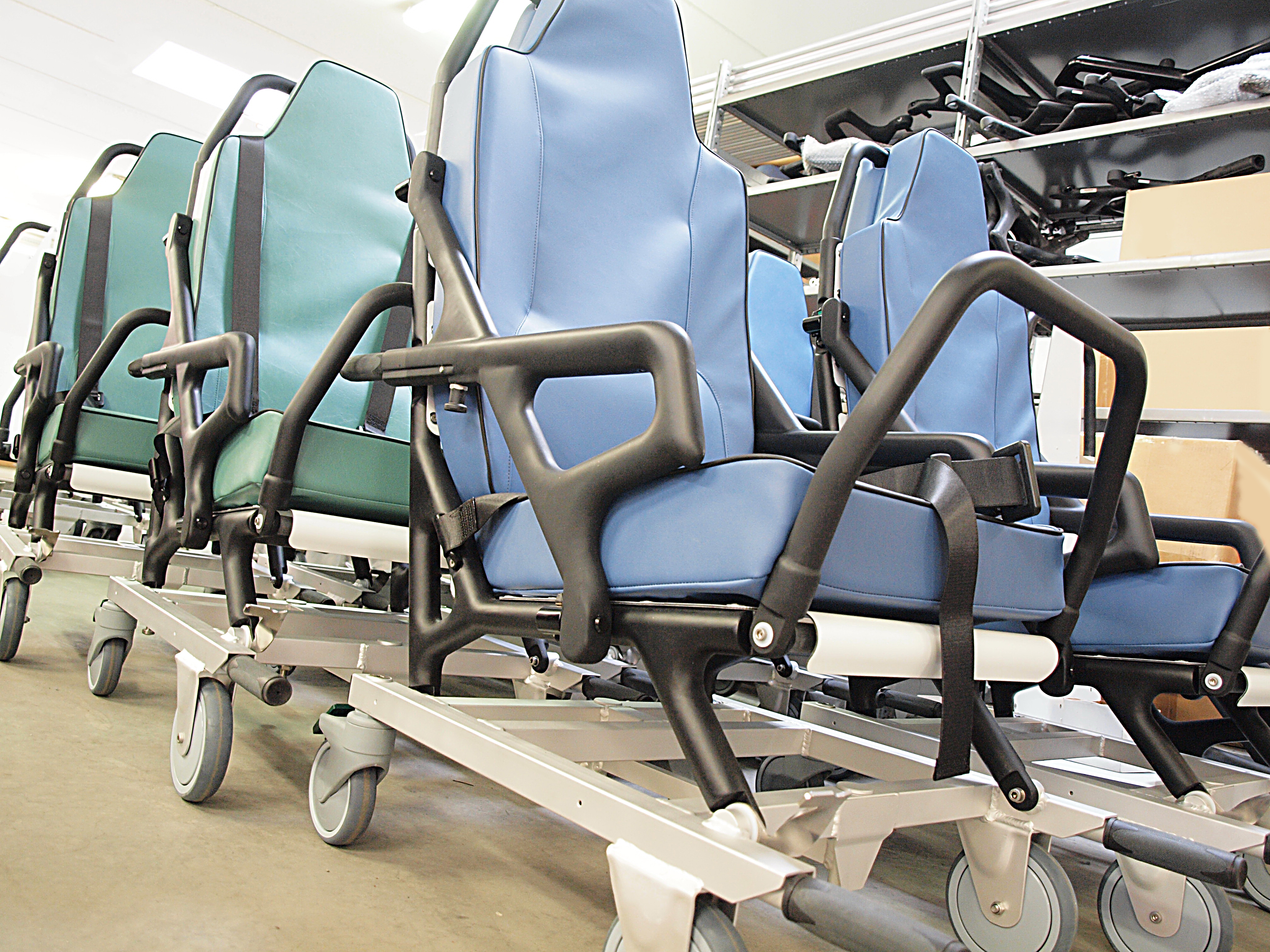
Dlouhy-Tragsessel